# Zderzenie całkowicie niesprężyste
Zderzenie całkowicie niesprężyste, zderzenie doskonale nieelastyczne – zderzenie, w którym następuje największa możliwa strata energii kinetycznej, tj. zderzenie, którego produkty mają najmniejszą możliwą energię kinetyczną umożliwiającą im spełnienie zasady zachowania pędu.
Wygodnie jest analizować takie zderzenie w układzie środka masy zderzających się obiektów. W układzie tym całkowity pęd wynosi zero. Oznacza to, że minimalna energia kinetyczna po zderzeniu też może być zerowa, sytuacja ta odpowiada stanowi spoczynku wszystkich produktów zderzenia. Ponieważ jednak strata energii nie może zależeć od układu odniesienia, dlatego w dowolnym układzie odniesienia wszystkie produkty zderzenia całkowicie niesprężystego poruszają się z tą samą prędkością w tym samym kierunku. Dla zderzeń obiektów makroskopowych oznacza to, że po zderzeniu ciała te poruszają się z takimi samymi prędkościami, tak jakby stanowiły jeden obiekt. Kosztem traconej energii kinetycznej wykonywana jest praca związana z odkształceniem ciał, które zazwyczaj przekształca się w energię wewnętrzną (wydziela się w postaci np. ciepła).

Zderzenie całkowicie niesprężyste ciał o równych masach

W zderzeniach cząstek elementarnych zderzenie całkowicie niesprężyste to takie, w którym cała energia kinetyczna zużywana jest na produkcję nowych cząstek spoczywających po zderzeniu w środku masy układu.

## Przemiany energii w zderzeniu niesprężystym ciał makroskopowych
Podczas zderzenia niesprężystego wyróżnia się fazę początkową procesu, podczas której względna prędkość zderzających się ciał spada do zera. Towarzyszy temu oczywiście zmniejszenie się łącznej energii kinetycznej obu ciał. Ten ubytek energii kinetycznej zamienia się na pracę – jest to praca trwałego odkształcenia. Praca trwałego odkształcenia wykonanego w czasie zderzenia, nie może zamienić się z powrotem na energię mechaniczną. Po zmniejszeniu się do zera prędkości względnej zderzających się ciał (oba ciała mają wspólną prędkość) przestają one na siebie oddziaływać i poruszają się dalej jako jedna bryła. Przyjmuje się, że ciało jest idealnie niesprężyste i siła sprężystości jest tak mała, że wystarcza tylko do utrzymania pierwotnego kształtu ciała, gdy nie działają na nie żadne siły. Tutaj działa siła pochodzącą z energii kinetycznej i wykonuje pracę, przesuwając (wgniatając) część powierzchni ciała. Z założeń wynika, że ciało nie „potrafi” powrócić do stanu pierwotnego i będzie trwać w takim odkształceniu, ponadto ciała (odkształcające i odkształcone) zlepiają się.

## Analiza zderzeń centralnych doskonale niesprężystych
Na przykład niech dwa ciała o masach {\displaystyle m_{1}} i {\displaystyle m_{2}} oraz o prędkościach początkowych {\displaystyle v_{1}} i {\displaystyle v_{2}} zderzają się doskonale niesprężyście. Niech obie prędkości mają te same kierunki i {\displaystyle v_{1}} niech będzie większe od {\displaystyle v_{2}} (czyli pierwsze ciało dogania drugie). Podczas zderzenia następuje odkształcenie obydwu ciał oraz ich połączenie tak, że po zderzeniu poruszają razem z prędkością {\displaystyle u.}
W czasie tego zderzenia nie działają w układzie odosobnionym siły zachowawcze, a zatem nie jest zachowana energia mechaniczna. Natomiast pęd zostaje zachowany, z czego wynika
{\displaystyle m_{1}v_{1}+m_{2}v_{2}=(m_{1}+m_{2})u,}
stąd prędkość wspólna po zderzeniu wynosi:
{\displaystyle u={\frac {m_{1}v_{1}+m_{2}v_{2}}{m_{1}+m_{2}}}.}
Znając energię kinetyczną obu ciał przed zderzeniem, jak również energię kinetyczną bryły utworzonej w wyniku zderzenia, można obliczyć stratę energii kinetycznej przekształconą na inne postacie energii:
{\displaystyle E={\frac {m_{1}v_{1}^{2}}{2}}+{\frac {m_{2}v_{2}^{2}}{2}}-{\frac {(m_{1}+m_{2})u^{2}}{2}}.}
Ostatecznie:
{\displaystyle E={\frac {1}{2}}{\frac {m_{1}m_{2}}{m_{1}+m_{2}}}(v_{1}-v_{2})^{2}.}
Iloczyn obu zderzających się mas podzielony przez ich sumę przedstawia tzw. masę zredukowaną układu. Różnica {\displaystyle (v_{1}-v_{2})} jest prędkością względną. A zatem ubytek energii kinetycznej przekształcony w czasie doskonale niesprężystego zderzenia na inne rodzaje energii jest proporcjonalny do masy zredukowanej układu oraz kwadratu prędkości względnej.

## Przykład
Obliczenie minimalnej energii protonu potrzebnej do wyprodukowania antyprotonu w zderzeniu ze spoczywającym protonem.
W stanie początkowym są dwie cząstki o masie {\displaystyle m_{p}} każda. Całkowita energia przed zderzeniem wynosi
{\displaystyle E_{p}=E+m_{p}c^{2},}
czyli jest sumą energii protonu padającego i energii spoczynkowej protonu-tarczy.
Zasada zachowania liczby barionowej wymaga, aby antyproton wyprodukował się w parze z protonem. W stanie końcowym muszą istnieć co najmniej cztery cząstki, każda o masie {\displaystyle m_{p}{:}} dwa początkowe protony i wyprodukowaną parę proton-antyproton. Minimalna energia protonu padającego odpowiada sytuacji zderzenia całkowicie niesprężystego. Cztery cząstki w stanie końcowym muszą więc względem siebie spoczywać, czyli można je traktować jak jedną cząstkę o masie {\displaystyle 4m_{p}.} Końcowa energia układu wynosi
{\displaystyle E_{k}={\sqrt {p^{2}c^{2}+(4m_{p}c^{2})^{2}}}={\sqrt {p^{2}c^{2}+16m_{p}^{2}c^{4}}}.}
Występujący w tym wyrażeniu pęd musi być równy pędowi przed zderzeniem, czyli jest związany z początkową energią zależnością
{\displaystyle E^{2}=p^{2}c^{2}+m_{p}^{2}c^{4}.}
Wstawiając wyliczony stąd pęd do wyrażenia na energię końcową i stosując zasadę zachowania energii:
{\displaystyle E_{p}=E_{k}\quad \Rightarrow \quad E+m_{p}c^{2}={\sqrt {E^{2}+15m_{p}^{2}c^{4}}}.}
Równanie można rozwiązać, podnosząc obie strony do kwadratu i upraszczając
{\displaystyle E^{2}+2Em_{p}c^{2}+m_{p}^{2}c^{4}=E^{2}+15m_{p}^{2}c^{4}\quad \Rightarrow \quad E=7m_{p}c^{2}.}
Minimalna energia protonu konieczna do wyprodukowania antyprotonu jest więc siedmiokrotnie większa od energii spoczynkowej protonu.